# Thule (dokumentarfilm)
|  | Denne artikel er oprettet af botten Steenthbot ud fra en ekstern database. Den kan derfor have sproglige fejl eller mangler. Denne skabelon kan fjernes efter kontrol af indholdet. |

 For alternative betydninger, se Thule. (Se også artikler, som begynder med Thule)
Thule er en dansk dokumentarisk optagelse fra 1958.

## Handling
Uredigerede farveoptagelser fra Thule: hunde og opstillinger af familie og børn foran kameraet. Årstallet er anslået.